# Familienbuch (Deutschland)
Das Familienbuch war in Deutschland ein Personenstandsbuch, in dem der jeweilige Personenstand der Familienangehörigen dokumentiert wurde.
Es wurde mit dem Personenstandsgesetz vom 3. November 1937 eingeführt, in geänderter Form in die Neufassung des bundesdeutschen Personenstandsgesetzes durch das Zweite Gesetz zur Änderung und Ergänzung des Personenstandsgesetzes vom 18. Mai 1957 übernommen und mit dem Personenstandsrechtsreformgesetz vom 19. Februar 2007 durch Beurkundungen in den Personenstandsregistern ersetzt.

## Personenstandsgesetz vom 3. November 1937
Das Personenstandsgesetz vom 3. November 1937 trat zum 1. Juli 1938 in Kraft und ersetzte das Reichsgesetz über die Beurkundung des Personenstands und die Eheschließung vom 6. Februar 1875 (§ 71 PStG 1937). Nach dem Reichsgesetz waren von jedem Standesbeamten drei Standesregister unter der Bezeichnung Geburtsregister, Heirathsregister und Sterberegister geführt worden (§ 12 des Gesetzes vom 6. Februar 1875).
Der Standesbeamte führte seit 1937 ein Familien-, ein Geburten- und ein Sterbebuch (§ 1 Abs. 2 PStG 1937). An die Stelle des Heiratsregisters trat das Familienbuch, das den verwandtschaftlichen Zusammenhang der Familienangehörigen deutlich machen sollte (§ 2 Abs. 1 PStG 1937). Weiter waren Geburten- und Sterbebücher zu führen (§§ 1 Abs. 2, 16 ff. PStG 1937).
Für jede neu gegründete Familie wurde bei der Eheschließung im Beisein der Ehegatten und der Zeugen ein besonderes Blatt im Familienbuch eröffnet (§ 9 PStG 1937). Darauf wurde die Heirat beurkundet und die Familienangehörigen eingetragen (§§ 11, 14 PStG 1937).

### Beurkundung von Eheschließungen
Der erste Teil des Blattes diente der Beurkundung der Heirat mit folgenden Eintragungen (§ 11 PStG 1937):
1. Namen der Eheschließenden, ihr Beruf und Wohnort, Ort und Tag der Geburt, Religion,
2. Namen, Beruf und Wohnort der Zeugen,
3. Erklärung der Eheschließenden, dass sie miteinander die Ehe eingehen wollen,
4. Ausspruch des Standesbeamten über die Rechtmäßigkeit der Ehe.

Nach der Zweiten Verordnung zur Durchführung des Gesetzes über die Änderung von Familiennamen und Vornamen vom 17. August 1938 mussten Juden vom 1. Januar 1939 ab zusätzlich einen weiteren Vornamen annehmen: Männliche Personen den Vornamen Israel, weibliche Personen den Vornamen Sara. Die untere Verwaltungsbehörde veranlasste die Eintragung eines Randvermerks über die Namensänderung im Geburtsregister und im Heiratsregister.
§ 12 der Ersten Verordnung zur Ausführung des Personenstandsgesetzes vom 19. Mai 1938 sah vor, die rechtliche Zugehörigkeit zu einer Religionsgesellschaft oder Weltanschauungsgemeinschaft nach dieser Zugehörigkeit zu bezeichnen. Personen ohne eine solche Zugehörigkeit konnten nur als gottgläubig oder glaubenslos bezeichnet werden. Bei einem Wechsel des religiösen Bekenntnisses mussten vor dem Eintrag in das Familienbuch der Ein- bzw. Austritt nachgewiesen werden. Die frühere Zugehörigkeit zu einer jüdischen Religionsgemeinschaft wurde vermerkt.
Ein Jude im Sinne des Reichsbürgergesetzes sollte nicht als Trauzeuge mitwirken (§ 34 Nr. 2 der Ersten Ausführungsverordnung).
Um eine Ehe eingehen zu können, durfte kein Ehehindernis vorliegen.
Nach dem Gesetz zum Schutze des deutschen Blutes und der deutschen Ehre waren „Eheschließungen zwischen Juden und Staatsangehörigen deutschen oder artverwandten Blutes“ (sog. Mischehen) bereits seit September 1935 verboten. Zum Nachweis ihrer Ehefähigkeit hatten nicht-jüdische Verlobte ein Ehetauglichkeitszeugnis beizubringen (§ 5 Abs. 2 PStG 1937 in Verbindung mit § 17 der Ersten Ausführungsverordnung). Dieses Zeugnis wurde von den Gesundheitsämtern nach dem Ehegesundheitsgesetz vom 18. Oktober 1935 in Verbindung mit der Ersten Verordnung zur Durchführung des Ehegesundheitsgesetzes vom 29. November 1935 ausgestellt. Lag danach ein Ehehindernis vor, etwa „eine geistige Störung, die die Ehe für die Volksgemeinschaft unerwünscht erscheinen lässt“ oder eine Erbkrankheit im Sinne des Gesetzes zur Verhütung erbkranken Nachwuchses, durfte die Ehe nicht geschlossen werden, was in den Akten des Standesbeamten vermerkt wurde. Auch der Nachweis erbbiologischer Krankheiten war damit aus den Büchern ersichtlich. Aus dem Standesamt wurde ein Sippenamt.
Bei einer Ferntrauung durften nach § 16 der Dritten Verordnung zur Ausführung des Personenstandsgesetzes (Personenstandsverordnung der Wehrmacht) vom 4. November 1939 die Abstammung und die ehegesundheitlichen Verhältnisse des Mannes eidesstattlich versichert werden. Aus dem bei der Eheschließung zu eröffnenden Blatt im Familienbuch war ersichtlich zu machen, dass die Ehe in Abwesenheit des Mannes geschlossen worden war.

### Angaben über Familienangehörige und „rassische Einordnung“
Der zweite Teil des Blattes enthielt Eintragungen zu Familienangehörigen und zwar (§ 14 PStG 1937):
1. Namen der Eltern, ihr Beruf, Wohnort, Ort und Tag der Geburt und Heirat, Religion
2. Angaben über die Staatsangehörigkeit, das Reichsbürgerrecht und die rassische Einordnung der Ehegatten.

Der zweite Teil war ständig fortzuführen und enthielt insbesondere den Vornamen, Tag und Ort der Geburt gemeinsamer Kinder (§ 15 PStG 1937).
Das Familienbuch bildete damit die familiäre Herkunft über drei Generationen ab – außer den Eheschließenden selbst auch deren Eltern und Kinder.
Vor allem die Angabe der rassischen Einordnung der Ehegatten ermöglichte die Identifizierung möglicher jüdischer Vorfahren und machte das Familienbuch so zu einem Instrument der nationalsozialistischen Vernichtungspolitik gegenüber der jüdischen Bevölkerung. Bei der Erstellung einzelner Deportationsbescheide bedurfte es der Mithilfe der Standesämter jedoch nicht. Die dafür erforderlichen Daten waren der Gestapo aus anderen Quellen wie der sog. Judenkartei bekannt.
Aus der Eintragung von Kindern oder entfernteren Abkömmlingen der Ehegatten musste sich die Rechtsstellung des Kindes innerhalb der Sippe ergeben (§ 40 Abs. 1 der Ersten Ausführungsverordnung).
Das Blatt wurde für jeden Abkömmling so lange fortgeführt, bis er selbst ein Blatt im Familienbuch erhielt (§ 15 Abs. 3 PStG 1937). Dabei musste auf das frühere Blatt hingewiesen werden, damit der Zusammenhang der Blätter gewahrt wurde (§ 40 Abs. 2 der Ersten Ausführungsverordnung).
Aufgrund der durch den Zweiten Weltkrieg erschwerten Arbeitsbedingungen für die Standesämter stellte die Vierte Verordnung zur Ausführung und Ergänzung des Personenstandsgesetzes vom 27. September 1944, die am darauffolgenden 1. Oktober in Kraft trat, die Eröffnung, Fortführung und Berichtigung des zweiten Teiles des Familienstammblatts zurück.
Durch die systematische Erfassung der Eheschließenden sollte innerhalb eines Zeitraums von dreißig Jahren die rassische Einordnung fast aller im Deutschen Reich lebenden Menschen aus den Familienbüchern ersichtlich sein.

### Geltungsbereich
Nach dem Anschluss Österreichs traten am 1. August 1938 in der Ostmark die Gesetze über die Zivilstandesführung bezüglich der Eheschließung in Kraft. Zuständig waren die Ehereferenten der Bezirkshauptmannschaften. Mit 1. Jänner 1939 übernahmen die neu gegründeten Standesämter diese Aufgabe.

## Personenstandsgesetz vom 8. August 1957
Das PStG 1937 galt nach dem Zweiten Weltkrieg zunächst innerhalb mehrerer Besatzungszonen fort. Es ist als zentrale Vorschrift des Rechtsgebiets Personenstandswesen, das nach Art. 74 Abs. 1 Nr. 2 GG der konkurrierenden Gesetzgebung unterfällt, mit Inkrafttreten des Grundgesetzes am 23. Mai 1949 Bundesrecht geworden (Art. 125 Nr. 1 GG).
Mit Gesetzen vom 15. Januar 1951 und 18. Mai 1957 wurde das PStG 1937 zunächst ergänzt und geändert, mit Gesetz vom 8. August 1957 dann eine Neufassung bekanntgemacht.
Das Familienbuch war in §§ 12-15c PStG in der Fassung vom 8. August 1957 geregelt. Im Anschluss an die Eheschließung wurden Angaben über die Eheschließenden und deren Eltern eingetragen (§ 12 PStG 1957), außerdem die gemeinsamen Kinder (§ 15 PStG 1957). Das Familienbuch wurde fortgeführt insbesondere durch Eintragungen des Todes der Ehegatten, die Aufhebung, Scheidung oder Nichtigerklärung der Ehe oder Namensänderungen (§ 14 PStG 1957).

### Unterschied zum Personenstandsgesetz 1937
Während die Inhalte des Geburten- und des Sterbebuches im Kern unverändert blieben, war das Familienbuch, das zum 1. Januar 1958 eingeführt wurde, nicht mehr identisch mit dem Familienbuch von 1937.
Das „alte Familienbuch“ wurde – wie die beiden anderen Personenstandsbücher – beim Standesbeamten des Eheschließungsortes stationär geführt und diente hauptsächlich der Beurkundung der Eheschließung. In einen zweiten Teil (Blatt) waren die Kinder der Ehegatten aufzunehmen. Das Familienbuch 1958 hingegen wurde auf einem Kartonblatt in  DIN-A4-Format geführt und war damit kein Buch im klassischen Sinne mehr. Ihm lag aber ein ähnliches System zugrunde:  Auch hier sind die Daten über die Eheschließung eigentlicher Kerneintrag, erweitert um Angaben über die Eltern der Ehegatten und ihre gemeinsamen Kinder. Das Familienbuch „wanderte“ aber mit der Familie, d. h. der Standesbeamte gab das  Familienbuch bei Wohnortwechsel an den für den neuen  Wohnort zuständigen Standesbeamten weiter. Bei diesem  waren Personenstandsurkunden in Form von beglaubigten Abschriften und Auszügen aus dem Familienbuch erhältlich.
Die Eheschließung selbst wurde wieder in einem  Heiratsbuch beurkundet, vor dem die Ehe geschlossen worden war (Primärbeurkundung gem. §§ 9, 11 PStG 1957). Dieses stationäre Personenstandsbuch enthielt alle Angaben über die Eheschließung. Der Heiratseintrag wurde aber nur  hinsichtlich der Tatsachen fortgeführt (aktualisiert), die auf  den Tag der Eheschließung zurückwirkten. Aus der begrenzten Fortführung wird das Zusammenspiel von Heirats-  und Familienbuch ersichtlich: Während der Heiratseintrag  „nur“ die Momentaufnahme der Eheschließung wiedergab und sich die Fortführung des Heiratsbuchs hierauf beschränkte (Primärbeurkundung), handelte es sich beim Familienbuch um eine „echte“ Fortführung, die auch später eintretende, in die Zukunft wirkende Änderungen umfasste, z. B. Erklärungen zur Namensführung (Ehenamen, Begleitnamen). Diese weiteren personenstandsrelevanten Angaben über die Ehegatten und ihre Kinder im Familienbuch wurden aus anderen Personenstandsbeurkundungen zusammengefasst (Sekundärbeurkundungen).
Änderte sich z. B. der Personenstand einer Person durch Änderung des Namens und war sie nicht verheiratet und waren auch  ihre Eltern nicht verheiratet, so wurde die Änderung nur beim  Geburtseintrag beurkundet. War sie hingegen verheiratet und  wurde für die Ehe ein Familienbuch geführt, so löste die Primärbeurkundung im Geburtenbuch eine Sekundärbeurkundung  im Familienbuch aus. Gleiches galt für den Fall, dass für die  Person selbst zwar kein eigenes Familienbuch geführt wurde,  sie aber im Familienbuch ihrer Eltern eingetragen war.
Der Sinn des Familienbuchs wurde darin gesehen, die eheliche Familie beim Standesbeamten ihres jeweiligen Wohnortes mit Personenstandsurkunden ausstatten zu können.

### Nachträgliche Eintragungen auf Antrag
Hatten zwischen dem 1. Januar 1945 und dem 1. August 1948 derart außergewöhnlichen Umstände vorgelegen, dass sich die an eine Ferntrauung gestellten formalen Anforderungen nicht erfüllen ließen, eröffnete das Gesetz über die Anerkennung von Nottrauungen vom 2. Dezember 1950 die Möglichkeit, eine aus diesem Grund rechtsunwirksame Eheschließung nachträglich durch Eintragung zu legitimieren. Voraussetzung war jedoch, dass der Standesbeamte beim zuständigen Hauptstandesamt in Hamburg gem. § 15b Abs. 2 PStG 1957 die für die Eheschließung erforderlichen Tatsachen für erwiesen erachtete. Konnte er sich nicht davon überzeugen, dass ein Standesbeamter die Erklärung der Frau entgegengenommen hatte und die Eheschließung etwa in ein Familienbuch in den ehemaligen Ostgebieten des Deutschen Reiches eingetragen worden war, konnte er den nachträglichen Antrag auf Eintragung zu Recht ablehnen.

## Familienbücher in der DDR
Das Personenstandsgesetz der DDR von 1956 schaffte die 1937 eingeführten Familienbücher ab, an deren Stelle wiederum ein Ehebuch trat. Diese Regelung blieb auch im Personenstandsgesetz von 1981 erhalten. Mit dem Beitritt der DDR zum Geltungsbereich des Grundgesetzes für die Bundesrepublik Deutschland am 3. Oktober 1990 trat auch für das Beitrittsgebiet das bundesdeutsche Personenstandsgesetz in Kraft.
Das bei der Eheschließung überreichte Buch der Familie erfüllte hingegen die Funktion eines Familienstammbuchs.

## Personenstandsgesetz vom 19. Februar 2007
Mit dem Gesetz zur Reform des Personenstandsrechts (Personenstandsrechtsreformgesetz – PStRG) vom 19. Februar 2007  wurde das Personenstandsgesetz 1937 in der Fassung vom 8. August 1957 grundlegend reformiert. Ein Schwerpunkt der Reform war die Ersetzung des Familienbuchs durch Beurkundungen in den neuen Personenstandsregistern.
Da für öffentliche und private Vorlagezwecke meist Personenstandsurkunden aus dem Primärbuch (z. B. Geburtsurkunde aus dem Geburtenbuch) gefordert wurden, hatte das Familienbuch keine große praktische Bedeutung, war aber kosten- und arbeitsintensiv. Zudem weckte es zunehmend grundsätzliches Gleichstellungsbegehren bei Personen oder Personengruppen, die eine Anlegung nicht für sich in Anspruch nehmen konnten. Insbesondere nichteheliche Lebensgemeinschaften und alleinerziehende Eltern sahen in der Doppelbeurkundung für Verheiratete und eheliche Kinder eine Privilegierung dieses Personenkreises und forderten aus prinzipiellen Gründen die Gleichbehandlung ein. Angaben zum Beruf und zur Religionszugehörigkeit wurden als nicht personenstandsrelevant aus dem Angabenkatalog gestrichen.
Seit dem 1. Januar 2009 werden im Ehe-, Lebenspartnerschafts-, Geburts- und Sterberegister die Personenstandsfälle beurkundet. Das bisher im Anschluss an die Eheschließung anzulegende  Familienbuch ist in dieser abschließenden Zusammenstellung der Personenstandsregister nicht mehr vorgesehen.
Im Eheregister werden die Kerndaten der Eheschließung beurkundet sowie Folgebeurkunden zum Eheeintrag aufgenommen (§§ 15, 16 PStG 2007). Ein (nicht beweiskräftiger) Hinweisteil (§ 54 Abs. 1 Satz 2 PStG) stellt die Verbindung zu anderen Registereinträgen her (§ 5 Abs. 3 PStG 2007), etwa zur Beurkundung der Geburt der Ehegatten (§ 15 Abs. 2 Nr. 1 PStG 2007), die wiederum Aufschluss über Vor- und Familiennamen ihrer Eltern gibt. Im Geburtenregister wiederum wird bei Geburt eines ehelichen Kindes auf die Eheschließung seiner Eltern hingewiesen, was die erforderliche Verbindung zu den Personenstandseinträgen der Eltern herstellt (§ 21 Abs. 3 Nr. 2 PStG 2007).
Im Lebenspartnerschaftsregister werden Angaben entsprechend dem Eheregister beurkundet (§ 17 PStG). Bei Kindern, deren Eltern nicht miteinander verheiratet sind, wird zum Geburtseintrag auf die Beurkundung der Geburt der Mutter und des Vaters hingewiesen (§ 21 Abs. 3 Nr. 3 PStG).
Die Familienbücher wurden seit dem 1. Juli 2008 nicht mehr als solche, sondern als Heiratseinträge fortgeführt. Sie wurden zum 30. Juni 2013 an das Standesamt abgegeben, das den Heiratseintrag für die Ehe führt. Aus den Familienbüchern, die als Heiratseinträge fortgeführt werden, werden als Personenstandsurkunden nur Eheurkunden ausgestellt (§ 77 Abs. 3 PStG).

## Familienbücher in anderen Ländern
Familienbücher werden in Kontinentaleuropa und auch in ostasiatischen Ländern (z. B. das Koseki in Japan) mehrheitlich geführt, allerdings sind in Ländern des englischsprachigen Gebietes solche Familienbücher nicht vorhanden. Beispielsweise kennen Großbritannien, Irland oder die USA kein Familienbuch.